# 승리의 성모 마리아 교회

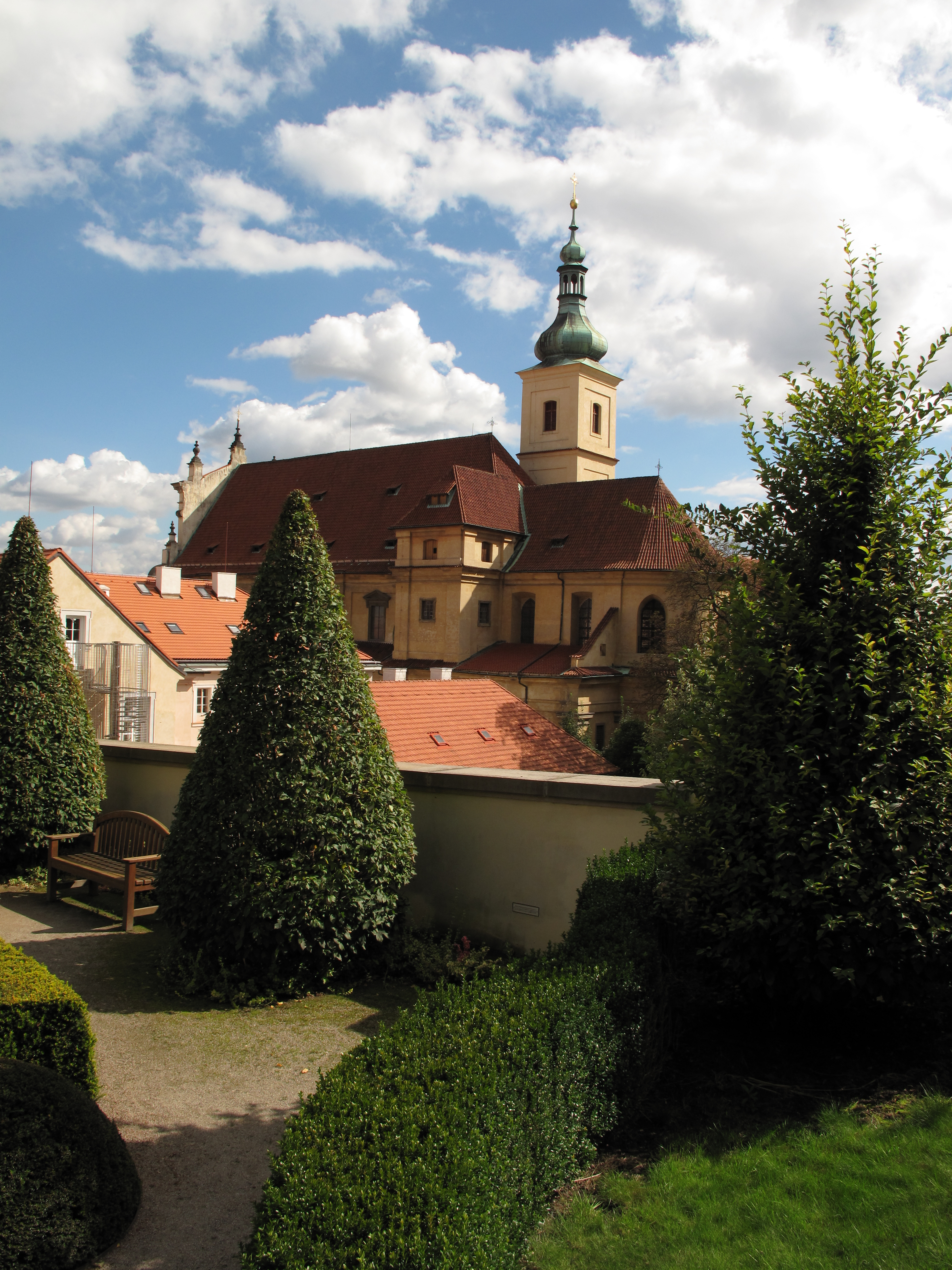
승리의 성모 마리아 교회

승리의 성모 마리아 교회(체코어: Kostel Panny Marie Vítězné)는 체코 프라하 말라스트라나에 있는 맨발의 카르멜회가 관리하는 교회당이다. 이 교회에는 프라하의 아기 예수라는 유명한 동상이 있다. 스페인에서 유래한 이 동상은 16세기에 글로버스 크루거를 든 아기 예수를 표현한 것이다. 교회 오른쪽에는 1626년 성모 마리아 동상이 있는 성모 예배당이 있고, 왼쪽에는 1656년부터 1776년까지 프라하의 아기 예수 동상이 보관되었던 성십자가 예배당이 있다..